# Slåttjärnen, Norrbotten
Slåttjärnen är en sjö i Kalix kommun i Norrbotten och ingår i Töreälvens huvudavrinningsområde.